# Dieceza Vzhod
Dieceza Vzhod (latinsko Dioecesis Orientis, grško starogrško Διοίκησις Ἑῴα, Dioíkesis Eóa) je bila dieceza poznega Rimskega cesarstva, ki je obsegala rimske province zahodnega Srednjega vzhoda med Sredozemskim morjem in Mezopotamijo. V pozni antiki je bila pomembna trgovska, kmetijska, verska in intelektualna pokrajina. Zaradi lege  na meji s Sasanidskim cesarstvom in upornimi puščavskimi plemeni je imela tudi pomemben strateški položaj.

## Zgodovina
Glavni mesto dieceze je bila Antiohija. Guverner dieceze je imel poseben naslov 
comes Orientis (guverner Vzhoda) v rangu vir spectabilis, kasneje vir gloriosus, in ne običajnega naslova vikarij. Dieceza je bila ustanovljena ed Dioklecijanovimi reformami državne uprave (vladal 284–305) in bila podrejena pretorijanski  prefekturi Vzhod.
Dioceza je sprva obsegala vse srednjevzhodne province Rimskega cesarstva: Izavrijo, Kilikijo, Ciper, Evfrat, Mezopotamijo, Osroeno, Sirijo, Fenicijo, Prvo in Drugo  Palestino, Arabijo in egiptovske province Egipt, Augustamnica, Tebe ter Gornjo in Spodnjo Libijo. Slednje je Valens (vladal 364–378) odcepil in združil v posebni diecezi Egipt. V 4. stoletju se je nekaj provinc razcepilo v nove province Kilikija I in Kilikija II, Sirija I in Sirija Salutaris, Fenicija I in Fenicija II Libanensis (vzhodno od Libanonskih gora),  Palestina I, Palestina II in Palestina Salutaris (ali Palestina III). Zadnje ustanavljanje novih provinc se je zgodilo med vladanjem Justinijana I. (vladal 527–565), ko je bila Teodorija, pokrajina okoli Laodikeje, odcepljena od Sirije. Približno takrat se je odcepil tudi Ciper in postal del nove nadprovince (Quaestura exercitus).
Leta 535 je Justinijan I. med svojimi reformami ukinil diecezo. Comes Orientis je postal guverner Sirije I, in obdržar svoj prejšnji rang  vir spectabilis in z njim povezano plačo.
V 610. in 620. letih je med bizantinsko-sasanidskimi vojnami (602–628) celotna nekdanja dieceza prišla pod oblast sasanidske Perzije. Kmalu zatem je po bizantinski zmagi v vojni znova postala bizantinska. Po muslimanski osvojitvi Bližnjega vzhoda je bila za vedno izgubljena. V 640. letih je mejna pokrajina med Bizantinskim cesarstvom in arabskim kalifatom postala Kilikija. Ciper je postal sporno ozemlje. Od provinc Dieceze Vzhod so pod bizantinsko oblastjo ostali samo Izavrija in deli obeh Kilikij, združeni v Anatolsko témo.

## SeznamComites Orientis
- Kvint Flavij Mezij Egnacij Lolijan (330–336)
- Felicijan (335–?)
- Nebridij (354–358)
- Domicij Modest (358–362)
- Julijan (362–363)
- Aradij Rufin (363–364)
- Evtolmij Tacijan (okoli 370)
- Tuscijan (381)
- Filagrij (382)
- Prokul (383–384)
- Ikarij (okoli 384)
- Irinej (431–435)
- Efraim Antioški (okoli  522–okoli 525)
- Asterij (587–588)
- Bakh (588–589)
- Bonozij (okoli 609–610)